# Ritchie Edhouse
Ritchie Edhouse (Enfield, Londen, 19 april 1983) is een Engelse dartsspeler die uitkomt voor de PDC. Hij won in 2024 het European Darts Championship.

## Carrière
Met overwinningen op Gian van Veen en Michael Smith op het European Darts Championship 2024 bereikte Edhouse voor het eerst een kwartfinale van een PDC-hoofdtoernooi. Daarin passeerde hij met een gemiddelde van 103,91 en een uitslag van 10-5 Gary Anderson voor een plek in de halve finale, waarin hij Luke Woodhouse met 11-5 versloeg. Zo stroomde hij door naar zijn eerste majorfinale. In de finale won hij met 11-3 van Jermaine Wattimena, waardoor hij zijn allereerste major won en zich tot Europees kampioen kroonde. Met de winst was £120.000,- gemoeid, wat Edhouse tien plekken deed stijgen tot de 29e positie op de PDC Order of Merit.

## Resultaten op wereldkampioenschappen

### PDC
- 2020: Laatste 64 (verloren van James Wade 0-3)
- 2022: Laatste 64 (verloren van Gerwyn Price met 1-3)
- 2023: Laatste 96 (verloren van David Cameron met 2-3)
- 2024: Laatste 96 (verloren van Jeffrey de Graaf met 2-3)
- 2025: Laatste 64 (verloren van Ian White met 1-3)

## Resultaten op de World Matchplay
- 2024: Laatste 32 (verloren van Chris Dobey met 7-10)

## Gespeelde finales hoofdtoernooien

### PDC
| Resultaat | Nr. | Jaar | Kampioenschap               | Tegenstander       | Score  | Variant |
| Winnaar   | 1.  | 2024 | European Darts Championship | Jermaine Wattimena | 11 – 3 | Legs    |